# منفعة حدية
المنفعة الحدية أو المنفعة النهائية (بالإنجليزية: Marginal utility)‏ هي منفعة الوحدة الأخيرة، أو الوحدة التي تشبع أقل الحاجات بحيث يمتنع الشخص - عند الوصول إليها - عن طلب وحدات إضافية جديدة من ذلك الشيء (سلعة أو خدمة)، إما لأن المنفعة منها تنعدم، أو لأنه يفضل أن يشبع حاجات جديدة.
 نظرية المنفعة وهي درجة الإرضاء أو الإشباع التي تكتسب من اقتناء سلعة أو الاستفادة من خدمة للمستهلك، وهذه المنفعة هي هدف المستهلك.
نظرية المنفعة تساعد على توضيح لماذا منحنى الطلب ينحدر لأسفل أو بالأحرى سر العلاقة العكسية بين الكمية المطلوبة والسعر وذلك بأن المنفعة الحدية تتناقص وأن المستهلك سوف يشترى وحدات إضافية من هذه السلعة إذا أنخفض السعر، وبالإضافة لذلك إذا كانت العوامل الأخرى ثابتة فإن التناقص البطيء أو (السريع) في المنفعة الحدية من استهلاك سلعة ما سوف يدلنا على مرونة الطلب السعرية مرنة أو (غير مرنة).
- قانون تناقص المنفعة الحدية: كلما زادت الكمية المستهلكة من سلعة ما، فإن المنفعة الحدية من تلك السلعة تأخذ في التناقص.
- شرط تعظيم المنفعة: هو أن يحصل المستهلك ذو الدخل الثابت والذي يواجه أسعاراً معينة للسلع المختلفة في السوق أقصى إشباع أو منفعة حين تكون المنفعة الحدية لآخر دولار أنفق على كل سلعة مماثلة تماماً للمنفعة الحدية لآخر دولار أنفق على أية سلعة أخرى.
- عندما يتم العمل بمعادلة تعظيم المنفعة السابقة إدراجها، فإن الفرد يكون قد استهلك بأسلوب تعظيم الربحية. ولكن مع وجود دخل ثابت أو مؤكد فإنه لا يتم تحقيق أقصى منفعة.[4]

## طرق قياس المنفعة
1. الطريقة العددية:

وهي قياس المنفعة بشكل عددي يكون المقياس فيها هو وحدة المنفعة كأن نقول مثلا أني حصلت على منفعة قدرها:
50 وحدة منفعة من البرتقال و40 وحدة منفعة من الليمون.
1. الطريقة الترتيبية:

وهي قياس المنفعة المتحصلة من سلعة ما بمقياس المنفعة المتحصلة من سلعة أخرى، كأن نقول مثلاً أننا نحب العصير أكثر بالنسبة لشراب البيبسي ويلاحظ هنا أننا لم نفعل مثل الطريقة العددية بإعطاء قيمة عددية للمنفعة.
ويمكن تعريف المنفعة الحدية بأنها مقدار الإشباع الإضافي الذي يحصل عليه المستهلك نتيجة استهلاك وحدة إضافية من السلعة.
أي أنها عبارة عن التغير الحاصل في المنفعة الكلية نتيجة استهلاك وحدة واحدة إضافية من السلعة.
MU = ∆ TU ÷ ∆ Q
جدول (1)
المنفعة الحدية MU	 / المنفعة الكلية TU	 / عدد قطع التفاح
3......	3......	1
6......	9......	2
9.....	18......	3
8.....	26......	4
5.....	31......	5
1.....	32......	6
0.....	32......	7
-2.....	30.....	8
-3.....	27.....	9

## سلوك المنفعة الكلية والمنفعة الحدية
نلاحظ أن المنفعة الكلية تتزايد بازدياد عدد الوحدات المستهلكة من السلعة ولتكن مثلاً (التفاح) وذلك حتى تصل إلى الحد الأقصى (TU=32) وحدة منفعة عند (التفاحة) السابعة. وبعد (التفاحة) السابعة فإن تناول أي وحدة إضافية سيعمل على إنقاص المنفعة الكلية.

شكل يمثل الفرق بين المنفعة الحدية والكلية

أما المنفعة الحدية (MU = التغير في المنفعة الكلية مقسوما على التغير في عدد الوحدات المستهلكة) فتتزايد إلى أن نصل إلى السلعة (التفاحة) الثالثة (9) ثم تبدأ بالانخفاض إلى أن نصل إلى الصفر وذلك عند استهلاك الوحدة السابعة (MU=0) حيث تكون المنفعة الكلية عند أقصى مستوى لها. وتصبح المنفعة الحدية سالبة عند استهلاك أي (تفاحة) بعد (التفاحة) السابعة. إذن نستنتج أن المنفعة الحدية:
- تتزايد في البداية إلى أن تصل لأقصى حد لها.
- تتناقص بعد الوصول إلى أقصى حد لها.
- تصل إلى الصفر (و تكون المنفعة الكلية عند أقصى مستوى لها).
- تصبح سالبة (وتكون المنفعة الكلية متناقصة).

ويصف الشكل التالي كل من المنفعة الكلية (TU) والمنفعة الحدية (MU):

## قانون تناقص المنفعة الحدية
لاحظنا من المثال السابق أن المنفعة الحدية تتزايد في البداية لكن تتناقص مع زيادة عدد الوحدات المستهلكة من السلعة حيث تقوم الوحدات الأولى المستهلكة من السلعة بإعطاء المستهلك درجة أعلى من الإشباع (لأن المستهلك قد يكون متلهفاً على السلعة مثلاً)، أما الوحدات التالية المستهلكة فتعطي المستهلك درجة أقل من الإشباع (إلى أن تصل المنفعة الكلية لأقصى مستوى لها، وتكون المنفعة الحدية مساوية للصفر) ثم تبدأ بالانخفاض بعد ذلك. وعند استهلاك وحدات إضافية أكثر فإن ذلك سيؤدي إلى انخفاض المنفعة الكلية المحققة (و تكون المنفعة الحدية سالبة في هذه المرحلة). إذن فاستهلاك الوحدات الأولى من السلعة يعطي مقدار إشباع أكبر من استهلاك الوحدات الأخيرة من السلعة. وينص قانون تناقص المنفعة الحدية على:
عند استهلاك وحدات متتالية من سلعة معينة فإن مقدار الإشباع الذي يحصل علية المستهلك يأخذ بالتناقص بعد استهلاك وحدات معينة من السلعة
وفي المثال السابق، يبدأ قانون تناقص المنفعة الحدية عند استهلاك الوحدة الثالثة من السلعة.

## توازن المستهلك
إن هدف المستهلك الرئيسي هو تعظيم منفعته ويكون المستهلك في حالة توازن عند تحقق شرطي التوازن التاليين:
1- إنفاق كل الدخل على السلع والخدمات:
1) I = PXQX + PYQY (يقوم المستهلك بإنفاق كل دخله (I) على السلع التي يستهلكها (X و Y)
2- تساوي المنفعة الحدية للدينار المنفق على السلع والخدمات المستهلكة:
2) (MUX\PX) = (MUY\PY)
المنفعة الحدية من السلعة X مقسوماً على سعر السلعة X = المنفعة الحدية من السلعة Y مقسوماً على سعر السلعة Y (تساوي المنفعة الحدية للدينار المنفق)